# Gmina Sokołów Małopolski
Die Gmina Sokołów Małopolski ist eine Stadt-und-Land-Gemeinde im Powiat Tarnobrzeski der Woiwodschaft Karpatenvorland in Polen. Ihr Sitz ist die gleichnamige Stadt mit etwa 4050 Einwohnern.

## Gliederung
Zur Stadt-und-Land-Gemeinde(gmina miejsko-wiejska) gehören neben der Stadt Sokołów Małopolski folgende zehn Dörfer mit einem Schulzenamt (sołectwo):
Górno
Kąty
Markowizna
Nienadówka
Trzeboś
Trzeboś-Podlas
Trzebuska
Turza
Wólka Niedźwiedzka
Wólka Sokołowska

## Persönlichkeiten
- Stanisław Ożóg (* 1953), Politiker und MdEP; geboren in Sokołów Małopolski.